# Kategoria e Parë 1987/88
Die Kategoria e Parë 1987/88 (sinngemäß: Erste Liga) war die 49. Austragung der albanischen Fußballmeisterschaft und wurde vom nationalen Fußballverband Federata Shqiptare e Futbollit ausgerichtet. Die Spielzeit begann am 30. August 1987 und endete am 29. Mai 1988.

## Spielmodus
Die Liga umfasste 14 Teams. In der Saison 1986/87 waren Naftëtari Qyteti Stalin und KS Traktori Lushnja aus der Kategoria e Parë abgestiegen, für die neue Spielzeit kamen KS 31 Korriku Burrel, welches nach fünf Jahren in der zweiten Liga zurückkehrte, und KS Besëlidhja Lezha, das den direkten Wiederaufstieg geschafft hatte, hinzu. Titelverteidiger war FK Partizani Tirana.
Im Gegensatz zu den Vorjahren wurde die Meisterschaft in Meister- und Abstiegsrunde ausgespielt, auch weil die Liga in der Folgesaison auf zwölf Teilnehmer verkleinert werden sollte. Nach der regulären Spielzeit, in der jedes Team zwei Mal gegen die anderen Mannschaften antrat, standen die Teams auf den beiden letzten Plätzen als Absteiger in die damals noch zweitklassige Kategoria e dytë fest. Nun machten die ersten sechs Teams der Tabelle in der Meisterrunde den Titel unter sich aus. Die Mannschaften von Platz sieben bis zwölf spielten einen weiteren Absteiger auf Platz zwölf aus. Der Elftplatzierte musste zwei Relegationsspiele gegen den Zweitplatzierten der zweiten Liga bestreiten. In beiden Runden traten die teilnehmenden Teams jeweils zwei Mal gegeneinander an, die Punkte aus der regulären Saison wurden fortgeschrieben. Der Meister zog in den Europapokal der Landesmeister ein.
Insgesamt fielen 546 Tore, was einem Schnitt von 2,2 Treffern pro Partie entspricht. Torschützenkönig wurde Agustin Kola von 17 Nëntori Tirana mit 18 Treffern.

## Vereine
| Verein                   | Logo                                  | Stadt       |  |
| ------------------------ | ------------------------------------- | ----------- |  |
| Lokomotiva Durrës        | Logo Teuta Durrës                     | Durrës      |  |
| KS Besëlidhja Lezha      | Logo Bardhyli Lezha                   | Lezha       |  |
| Labinoti Elbasan         | Logo KS Elbasani                      | Elbasan     |  |
| KS Vllaznia Shkodra      | Logo FK Vllaznia Shkoder              | Shkodra     |  |
| 17 Nëntori Tirana        | Logo SK Tirana                        | Tirana      |  |
| KS Flamurtari Vlora      | Logo Flamurtari Vlora                 | Vlora       |  |
| FK Partizani Tirana      | Logo FK Partizani Tirana              | Tirana      |  |
| KS Dinamo Tirana         | Logo Dinamo Tirana                    | Tirana      |  |
| FK Tomori Berat          | Vereinslogo von FK Tomori             | Berat       |  |
| KS Luftëtari Gjirokastra | Vereinslogo von Luftëtari Gjirokastër | Gjirokastra |  |
| KS Skënderbeu Korça      | Logo Skënderbeu                       | Korça       |  |
| KS Besa Kavaja           | Logo KS Besa Kavajë                   | Kavaja      |  |
| KS 31 Korriku Burrel     | Logo KS Burreli                       | Burrel      |  |
| KF Apolonia Fier         | Logo Apolonia Fier                    | Fier        |  |

## Reguläre Saison
Bereits nach Abschluss der regulären Saison war 17 Nëntori Tirana, das im Vorjahr nicht in den Titelkampf hatte eingreifen können, der Konkurrenz um vier Punkte enteilt. Dahinter kam es zu einem engen Kampf um die fünf verbleibenden Plätze für die Meisterrunde. Flamurtari Vlora und das überraschend starke Labinoti Elbasan sicherten sich mit einem Punkt Vorsprung die Teilnahme. Auch Apolonia Fier und Besa Kavaja hatten wie Labinoti in dieser Spielzeit nichts mit dem Abstieg zu tun und qualifizierten sich überraschend für die Runde der besten Sechs. Dabei profitierten sie wie auch Vllaznia Shkodra von der besseren Tordifferenz gegenüber Besëlidhja Lezha. Lokomotiva Durrës verpasste mit nur einem Zähler Rückstand ebenfalls knapp die Meisterrunde. Neben dem Einzug dreier eigentlich als Abstiegskandidaten gehandelten Vereine in die Meisterrunde kam auch der Absturz der Spitzenklubs Partizani Tirana und Dinamo Tirana in die Abstiegsrunde unerwartet. Skënderbeu Korça und Luftëtari Gjirokastra folgten ihnen und vermieden so knapp einen direkten Abstieg. Leidtragender war Tomori Berat, das mit einem Punkt Rückstand auf Luftëtari das rettende Ufer verpasste und ebenso wie das abgeschlagene Schlusslicht 31 Korriku Burrel die höchste Spielklasse schon nach der regulären Saison verlassen musste.
Tabelle
| Pl. | Verein                    | Sp. | S  | U  | N  | Tore    | Diff. | Punkte |
| --- | ------------------------- | --- | -- | -- | -- | ------- | ----- | ------ |
| 1.  | 17 Nëntori Tirana         | 26  | 11 | 11 | 4  | 041:200 | +21   | 33:19  |
| 2.  | KS Flamurtari Vlora       | 26  | 10 | 9  | 7  | 038:270 | +11   | 29:23  |
| 3.  | Labinoti Elbasan          | 26  | 10 | 9  | 7  | 022:190 | +3    | 29:23  |
| 4.  | KF Apolonia Fier          | 26  | 11 | 6  | 9  | 036:280 | +8    | 28:24  |
| 5.  | KS Besa Kavaja            | 26  | 8  | 12 | 6  | 028:220 | +6    | 28:24  |
| 6.  | KS Vllaznia Shkodra (P)   | 26  | 11 | 6  | 9  | 030:260 | +4    | 28:24  |
| 7.  | KS Besëlidhja Lezha (N)   | 26  | 9  | 10 | 7  | 024:280 | −4    | 28:24  |
| 8.  | Lokomotiva Durrës         | 26  | 9  | 9  | 8  | 027:280 | −1    | 27:25  |
| 9.  | FK Partizani Tirana (M)   | 26  | 9  | 8  | 9  | 038:340 | +4    | 26:26  |
| 10. | KS Skënderbeu Korça       | 26  | 8  | 10 | 8  | 017:260 | −9    | 26:26  |
| 11. | KS Dinamo Tirana          | 26  | 7  | 11 | 8  | 033:320 | +1    | 25:27  |
| 12. | KS Luftëtari Gjirokastra  | 26  | 7  | 10 | 9  | 019:190 | ±0    | 24:28  |
| 13. | FK Tomori Berat           | 26  | 8  | 7  | 11 | 029:340 | −5    | 23:29  |
| 14. | KS 31 Korriku Burreli (N) | 26  | 3  | 4  | 19 | 022:610 | −39   | 10:42  |

| (M) | amtierender albanischer Meister     |
| (P) | amtierender albanischer Pokalsieger |
| (N) | Neuaufsteiger                       |

Kreuztabelle
| 1987/88                  | 17 Nëntori Tirana | KS Flamurtari Vlora | Labinoti Elbasan | KF Apolonia Fier | KS Besa Kavaja | KS Vllaznia Shkodra | KS Besëlidhja Lezha | Lokomotiva Durrës | FK Partizani Tirana | KS Skënderbeu Korça | KS Dinamo Tirana | KS Luftëtari Gjirokastra | FK Tomori Berat | KS 31 Korriku Burreli |
| 17 Nëntori Tirana        |                   | 4:2                 | 2:0              | 1:1              | 1:1            | 3:1                 | 1:0                 | 1:1               | 3:1                 | 3:0                 | 1:1              | 0:0                      | 4:1             | 4:0                   |
| KS Flamurtari Vlora      | 1:0               |                     | 4:1              | 1:1              | 1:0            | 2:1                 | 1:0                 | 0:0               | 3:0                 | 0:0                 | 0:0              | 1:0                      | 1:1             | 6:0                   |
| Labinoti Elbasan         | 2:1               | 1:0                 |                  | 1:1              | 0:0            | 1:0                 | 0:0                 | 1:0               | 2:0                 | 1:1                 | 2:1              | 0:0                      | 1:0             | 3:0                   |
| KF Apolonia Fier         | 1:2               | 3:2                 | 1:0              |                  | 2:1            | 2:1                 | 5:0                 | 4:0               | 3:0                 | 0:0                 | 1:1              | 1:0                      | 1:0             | 1:0                   |
| KS Besa Kavaja           | 1:1               | 0:0                 | 1:0              | 3:1              |                | 1:0                 | 1:1                 | 2:2               | 1:1                 | 0:0                 | 1:0              | 0:0                      | 1:1             | 6:1                   |
| KS Vllaznia Shkodra      | 1:0               | 1:0                 | 1:0              | 1:0              | 1:1            |                     | 2:2                 | 3:1               | 0:1                 | 2:1                 | 1:1              | 1:0                      | 0:0             | 3:1                   |
| KS Besëlidhja Lezha      | 0:0               | 1:0                 | 1:1              | 1:1              | 2:1            | 1:3                 |                     | 2:1               | 0:0                 | 3:1                 | 0:0              | 1:0                      | 2:1             | 3:1                   |
| Lokomotiva Durrës        | 1:1               | 2:1                 | 1:1              | 1:0              | 1:0            | 0:0                 | 1:0                 |                   | 0:0                 | 2:0                 | 2:1              | 3:0                      | 1:0             | 3:3                   |
| FK Partizani Tirana      | 1:1               | 3:2                 | 0:1              | 4:1              | 3:1            | 1:0                 | 0:1                 | 2:1               |                     | 5:0                 | 3:1              | 0:0                      | 2:2             | 5:2                   |
| KS Skënderbeu Korça      | 1:3               | 0:0                 | 1:0              | 1:0              | 2:1            | 0:1                 | 0:0                 | 1:1               | 1:0                 |                     | 1:1              | 1:0                      | 1:0             | 1:0                   |
| KS Dinamo Tirana         | 0:0               | 2:2                 | 1:1              | 1:3              | 0:1            | 1:3                 | 4:0                 | 1:0               | 4:3                 | 1:1                 |                  | 1:1                      | 4:3             | 2:0                   |
| KS Luftëtari Gjirokastra | 0:0               | 2:2                 | 0:0              | 2:1              | 0:0            | 1:1                 | 0:1                 | 2:0               | 1:1                 | 1:0                 | 3:0              |                          | 2:1             | 2:1                   |
| FK Tomori Berat          | 1:0               | 2:3                 | 1:2              | 2:1              | 1:2            | 3:2                 | 1:0                 | 1:0               | 3:2                 | 1:1                 | 0:0              | 1:0                      |                 | 1:0                   |
| KS 31 Korriku Burreli    | 1:4               | 2:3                 | 1:0              | 2:0              | 0:1            | 2:0                 | 2:2                 | 1:2               | 0:0                 | 0:1                 | 0:4              | 1:3                      | 1:1             |                       |

## Meisterrunde
17 Nëntori Tirana ließ sich auch in den 10 Partien der Meisterrunde den Titel nicht mehr streitig machen und baute den Vorsprung sogar noch auf sieben Punkte aus. Damit holte man die dreizehnte Meisterschaft der Vereinsgeschichte. Auch Flamurtari Vlora konnte dem Hauptstadtklub den Erfolg nicht mehr streitig machen und wurde zum dritten Mal in Folge Zweiter. Labinoti Elbasan konnte den überraschenden dritten Rang aus der regulären Saison bestätigen und lag am Ende nur zwei Zähler hinter Flamurtari. Es folgte Apolonia Fier. Vllaznia Shkodra vermochte den sechsten Platz aus der Vorrunde nicht zu verbessern und kam somit noch hinter Besa Kavaja ein.
| Pl. | Verein                  | Sp. | S  | U  | N  | Tore    | Diff. | Punkte |
| --- | ----------------------- | --- | -- | -- | -- | ------- | ----- | ------ |
| 1.  | 17 Nëntori Tirana       | 36  | 18 | 12 | 6  | 059:290 | +30   | 48:24  |
| 2.  | KS Flamurtari Vlora     | 36  | 15 | 11 | 10 | 055:380 | +17   | 41:31  |
| 3.  | Labinoti Elbasan        | 36  | 14 | 11 | 11 | 031:330 | −2    | 39:33  |
| 4.  | KF Apolonia Fier        | 36  | 16 | 6  | 14 | 051:430 | +8    | 38:34  |
| 5.  | KS Besa Kavaja          | 36  | 11 | 13 | 12 | 038:360 | +2    | 35:37  |
| 6.  | KS Vllaznia Shkodra (P) | 36  | 13 | 8  | 15 | 040:420 | −2    | 34:38  |

| (P) | amtierender albanischer Pokalsieger |

| 1987/88             | 17 Nëntori Tirana | KS Flamurtari Vlora | Labinoti Elbasan | KF Apolonia Fier | KS Besa Kavaja | KS Vllaznia Shkodra |
| 17 Nëntori Tirana   |                   | 2:1                 | 3:0              | 4:2              | 2:0            | 1:0                 |
| KS Flamurtari Vlora | 0:0               |                     | 3:0              | 1:2              | 2:1            | 4:1                 |
| Labinoti Elbasan    | 0:1               | 3:2                 |                  | 1:0              | 1:0            | 1:0                 |
| KF Apolonia Fier    | 2:1               | 1:2                 | 3:1              |                  | 2:0            | 3:1                 |
| KS Besa Kavaja      | 3:2               | 0:1                 | 1:1              | 2:0              |                | 3:2                 |
| KS Vllaznia Shkodra | 1:2               | 1:1                 | 1:1              | 2:0              | 1:0            |                     |

## Abstiegsrunde
In der Abstiegsrunde konnten Lokomotiva Durrës und Besëlidhja Lezha ihren zuvor herausgespielten Vorsprung auf den Relegationsrang halten und sicherten ungefährdet den Ligaverbleib. Der enttäuschende Titelverteidiger Partizani Tirana hingegen konnte mit dem Verlauf der Spielzeit nicht zufrieden sein, denn auch in den Partien der Runde der letzten Sechs konnte man nur drei Zähler Abstand zum Relegationsplatz schaffen. Diesen nahm ebenfalls völlig überraschend der Meister von 1986, Dinamo Tirana, ein. Noch hinter Skënderbeu Korça lag man am Ende, konnte aber immerhin den direkten Abstieg vermeiden. Diesen musste Luftëtari Gjirokastra hinnehmen, das die Zusatzspiele um den Klassenerhalt nur um einen Zähler verpasste.
| Pl. | Verein                   | Sp. | S  | U  | N  | Tore    | Diff. | Punkte |
| --- | ------------------------ | --- | -- | -- | -- | ------- | ----- | ------ |
| 7.  | Lokomotiva Durrës        | 36  | 11 | 16 | 9  | 034:350 | −1    | 38:34  |
| 8.  | KS Besëlidhja Lezha (N)  | 36  | 12 | 14 | 10 | 038:420 | −4    | 38:34  |
| 9.  | FK Partizani Tirana (M)  | 36  | 12 | 13 | 11 | 051:440 | +7    | 37:35  |
| 10. | KS Skënderbeu Korça      | 36  | 11 | 14 | 11 | 026:330 | −7    | 36:36  |
| 11. | KS Dinamo Tirana         | 36  | 10 | 14 | 12 | 041:420 | −1    | 34:38  |
| 12. | KS Luftëtari Gjirokastra | 36  | 11 | 11 | 14 | 031:340 | −3    | 33:39  |

| (M) | amtierender albanischer Meister |
| (N) | Neuaufsteiger                   |

| 1987/88                  | Lokomotiva Durrës | KS Besëlidhja Lezha | FK Partizani Tirana | KS Skënderbeu Korça | KS Dinamo Tirana | KS Luftëtari Gjirokastra |
| Lokomotiva Durrës        |                   | 2:2                 | 1:1                 | 1:1                 | 1:0              | 0:0                      |
| KS Besëlidhja Lezha      | 0:0               |                     | 2:2                 | 1:0                 | 2:2              | 3:2                      |
| FK Partizani Tirana      | 0:0               | 0:2                 |                     | 1:1                 | 4:0              | 3:1                      |
| KS Skënderbeu Korça      | 0:0               | 2:0                 | 2:0                 |                     | 0:0              | 3:1                      |
| KS Dinamo Tirana         | 0:1               | 2:1                 | 0:0                 | 2:0                 |                  | 2:0                      |
| KS Luftëtari Gjirokastra | 3:1               | 2:1                 | 1:2                 | 1:0                 | 1:0              |                          |

## Relegation
Nach Abschluss der regulären Spielzeit trat der Vorletzte der Ersten Liga, Dinamo Tirana, gegen den Vizemeister der zweiten Spielklasse, Naftëtari Qyteti Stalin, an. Mit zwei 1:0-Erfolgen konnte Dinamo nach einer schwachen Saison wenigstens dem Abstieg aus dem Weg gehen, während Naftëtari den Wiederaufstieg verpasste.
| Datum        |                         | Ergebnis |                         |
| ------------ | ----------------------- | -------- | ----------------------- |
| 2. Juni 1988 | KS Dinamo Tirana        | 1:0      | Naftëtari Qyteti Stalin |
| 5. Juni 1988 | Naftëtari Qyteti Stalin | 0:1      | KS Dinamo Tirana        |
| Gesamt:      | KS Dinamo Tirana        | 2:0      | Naftëtari Qyteti Stalin |

## Die Mannschaft des Meisters 17 Nëntori Tirana
| 1.             | 17 Nëntori Tirana |
| Logo SK Tirana | Halim Mersini, Bujar Sharra, Fatos Daja, Skender Hodja, Artur Lekbello, Krenar Alimehmeti, Fatjon Kepi, Ardian Ruci, Bedri Omuri, Mirel Josa, Anesti Stoja, Shkelqim Muca, Arben Minga, Astrit Ramadani, Artan Sako, Florian Riza, Agustin Kola, Sinan Bardhi, Leonard Liti, Albert Fortuzi, Fatbardh Ismali, David Papadhopulli – Trainer: Shyqyri Rreli. |